# Six13
Six13 es un grupo judío de cantantes a capela masculino, con sede en Nueva York. Formado en 2003, el grupo de seis voces es conocido por parodiar canciones pop contemporáneas agregarles temas y letras judías. También cantan versiones de éxitos pop y clásicos yiddish e israelíes, y produce composiciones originales, basadas en oraciones judías tradicionales. Confiando únicamente en sus voces, el grupo logra efectos de guitarra, bajo, batería y música electrónica, a través del beatboxing y la interpretación en múltiples capas de pistas vocales en sus videos musicales. El grupo se presenta regularmente en universidades, sinagogas, ante grupos públicos y privados, y en festivales de música. Ha lanzado siete álbumes y ganó numerosos premios. 

## Historia
Six13 se formó en 2003 en la Universidad de Binghamton por el entonces estudiante Mike Boxer. Boxer llamó a varios de sus amigos religiosos judíos de la universidad para el nuevo grupo, que recibió el nombre de los 613 mandamientos de la Torá. El grupo se presenta con seis voces en cada concierto. Además de las voces, los miembros del grupo hacen beatboxing.

### Parodias
Six13 es muy conocido por sus parodias de canciones pop contemporáneas, que incorporan letras de temática judía. Al igual que otros grupos judíos a capela, producen un video musical anual para honrar las fiestas de Hanukkah y Pascua. Sus canciones de Hanukkah incluyen «Bohemian Chanukah», una parodia de 2018 de Bohemian Rhapsody de Queen, en la que hacen un puente con la estrofa «Mamma mia, mamma mia» cambiándola a «Abba, Ima, Abba, Ima» (en hebreo «padre madre, padre madre»), y un video de 2019 con canciones y oraciones tradicionales de Hanukkah cantadas con música de Star Wars.
Para Pascua, lanzaron «Chozen», una parodia de la banda sonora de Disney de la película Frozen en 2014, «Uptown Passover», una parodia de Uptown Funk de Mark Ronson en 2015, y «A Lion King Passover», parodiando la música de El rey león en 2019. El video musical de la última canción obtuvo más de 1.6 millones de visitas en YouTube.

### Versiones
Six13 ha interpretado versiones vocales de Poker Face de Lady Gaga, Heartless de Kanye West y I Gotta Feeling de The Black Eyed Peas, entre otros.

### Canciones originales
Si bien Six13 es más conocido por sus parodias, la mayor parte de su producción son canciones originales, basadas en oraciones y melodías de la liturgia judía tradicional. Boxer, el principal compositor y arreglista del grupo, estima que las composiciones originales constituyen seis de cada ocho canciones que interpretan, y se encuentran principalmente en los álbumes del grupo.

### Actuaciones
Six13 actúa regularmente en los EE. UU., Canadá e Israel, cantando en universidades, sinagogas, conferencias de jóvenes judíos y eventos privados. También han actuado en festivales de música en Alemania, Argentina, Austria, Colombia y Costa Rica e Israel, entre otros países.
En 2016 fueron invitados por el presidente Barack Obama para actuar en la fiesta de Hanukkah de la Casa Blanca. El grupo se preparó para cantar en el vestíbulo para los invitados que se dirigían a la recepción en la Sala Este, pero Obama los invitó a cantar para él, la primera dama y otros invitados, incluidos los jueces de la Corte Suprema de los Estados Unidos, Ruth Bader Ginsburg y Sonia Sotomayor. Para esta ocasión, cantaron una pequeña selección de «A Hamilton Hanukkah», su parodia de la música del musical de Broadway, Hamilton.

## Estilos musicales
Six13 emplea una amplia gama de estilos musicales, incluidos pop, rock, hip hop, doo wop y jazz.

## Equipo
Mike Boxer es el director musical, compositor, arreglista y gerente comercial del grupo. A partir de 2019, el grupo tiene un total de nueve miembros, de entre 25 y 37 años, que viajan en grupos de seis a cada presentación. Todos los miembros son graduados universitarios, viven en la ciudad de Nueva York y tienen carreras laborales fuera del grupo.

## Honores y premios

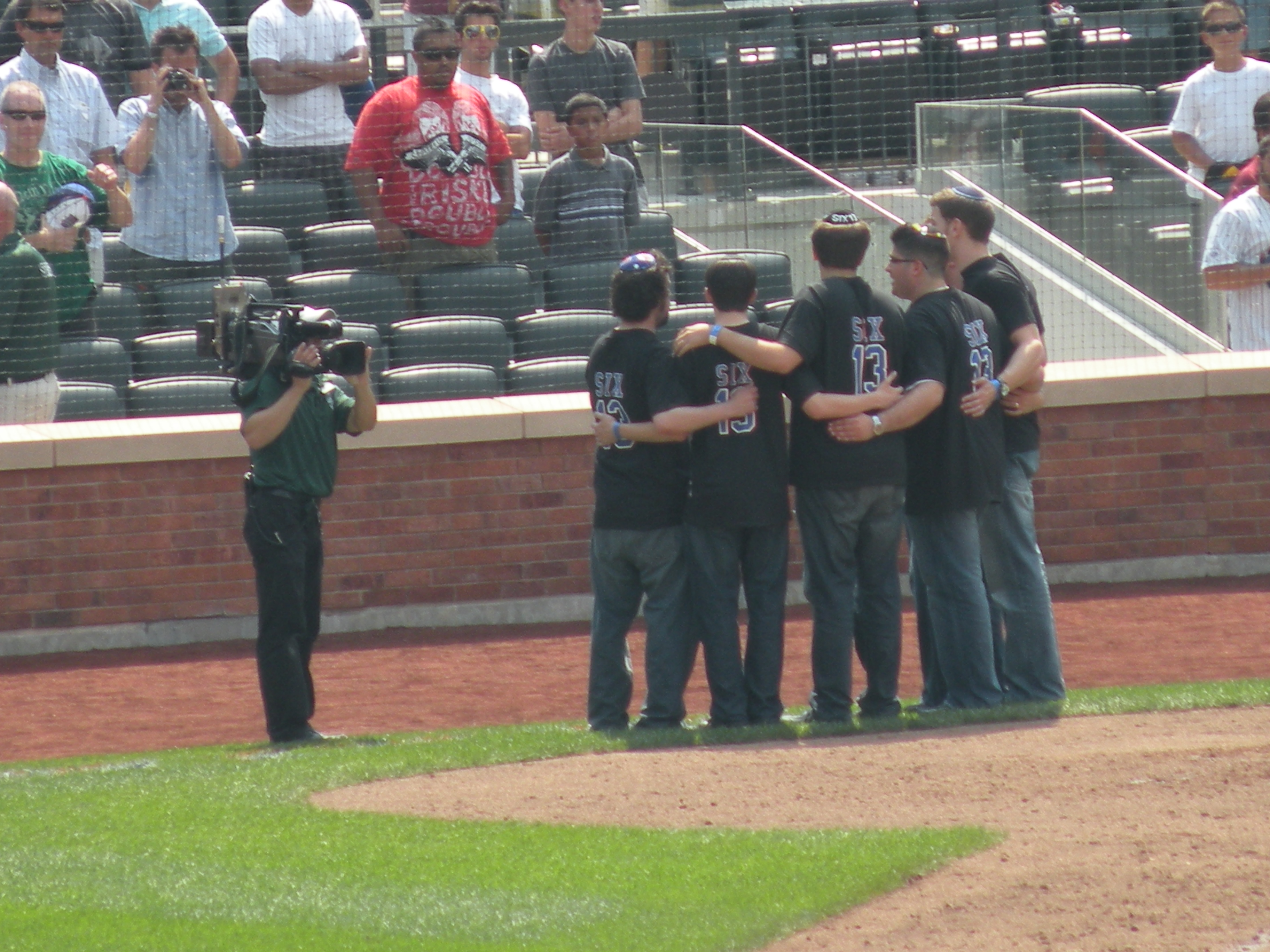
Six13 canta «God Bless America» en el Día de la Herencia Judía en el Citi Field (2009)

Six13 ha sido invitado a participar en el Día de la Herencia Judía en el Shea Stadium Citi Field durante siete años consecutivos. El grupo fue elegido como finalista durante tres años seguidos en el proceso de casting para la competencia NBC a capela The Sing-Off.
La canción «Encore» de Six13 fue nominada a mejor del año 2007, por el Consejo de Revisión de la Música Grabada A capela, y la canción «Yesh Chadash» fue seleccionada como la mejor de 2009. El grupo ha sido nominado regularmente para los premios Contemporary A Cappella Recording Awards; ganó en la categoría de Mejor Canción de Humor en 2017 por «Watch Me (Spin / Drey Drey)», en 2015 por «Shana Tova», en 2012 por «I Light It», en 2011 por «Tefillin», y en 2009 por «Ne'ilah». Su canción «Good Shabbos» ganó como Mejor Canción Religiosa y Mejor Canción de Humor en 2013, mientras que «D'ror Yikra» fue nominada a Mejor Canción Religiosa en 2008. Six13 también ha sido galardonado por The New York Harmony Sweepstakes en la categoría de Mejor Canción Original por «Al Hanissim» en 2008, «Shema» en 2013 y «Gam Ki Elech» en 2019. 

## Discografía
- Six13 (2005)
- Encore (2007)
- Yesh Chadash (2008)
- Zmanim (2011)
- Believe (2013)
- Thirteen (2015)
- Blessings / Brachot (2017)